# Стадион Олимпик
Стадион Олимпик је вишенаменски стадион који се налази у Улцињу.  Углавном се користи за фудбалске утакмице, а има капацитет од 1.500 места.

## Опште информације
Стадион је седамдесетих година 20. века изградила хотелска компанија „Велика плажа”, која је и данас власник терена. Изграђен је уз Јадранско море на најдужој пешчаној плажи у Црној Гори, Великој плажи. Користи се углавном за фудбалске утакмице и домаћин је домаћих утакмица ФК Отрант Олимпик. Капацитет стадиона је 1.500 места.
Током зимских месеци, због добре климе и смештаја у Улцињу, стадион се користи за егзибиционе утакмице, турнире, тренинге и припреме многих фудбалских репрезентација из региона (Црна Гора, Србија, Албанија, Босна и Херцеговина и Хрватска). Осим овог, на Великој плажи постоје још три фудбалска терена.
Терен је димензија 105 х 70 метара. Између трибина и терена налази се атлетска стаза.